# Municipio de Sweetwater (Míchigan)
El municipio de Sweetwater (en inglés: Sweetwater Township) es un municipio ubicado en el condado de Lake en el estado estadounidense de Míchigan. En el año 2010 tenía una población de 245 habitantes y una densidad poblacional de 2,65 personas por km².

## Geografía
El municipio de Sweetwater se encuentra ubicado en las coordenadas 43°56′11″N 85°59′4″O / 43.93639, -85.98444. Según la Oficina del Censo de los Estados Unidos, el municipio tiene una superficie total de 92.61 km², de la cual 92,44 km² corresponden a tierra firme y (0,18 %) 0,17 km² es agua.

## Demografía
Según el censo de 2010, había 245 personas residiendo en el municipio de Sweetwater. La densidad de población era de 2,65 hab./km². De los 245 habitantes, el municipio de Sweetwater estaba compuesto por el 88,98 % blancos, el 7,35 % eran afroamericanos, el 0,41 % eran amerindios, el 0,41 % eran de otras razas y el 2,86 % eran de una mezcla de razas. Del total de la población el 1,63 % eran hispanos o latinos de cualquier raza.